# Tüddern

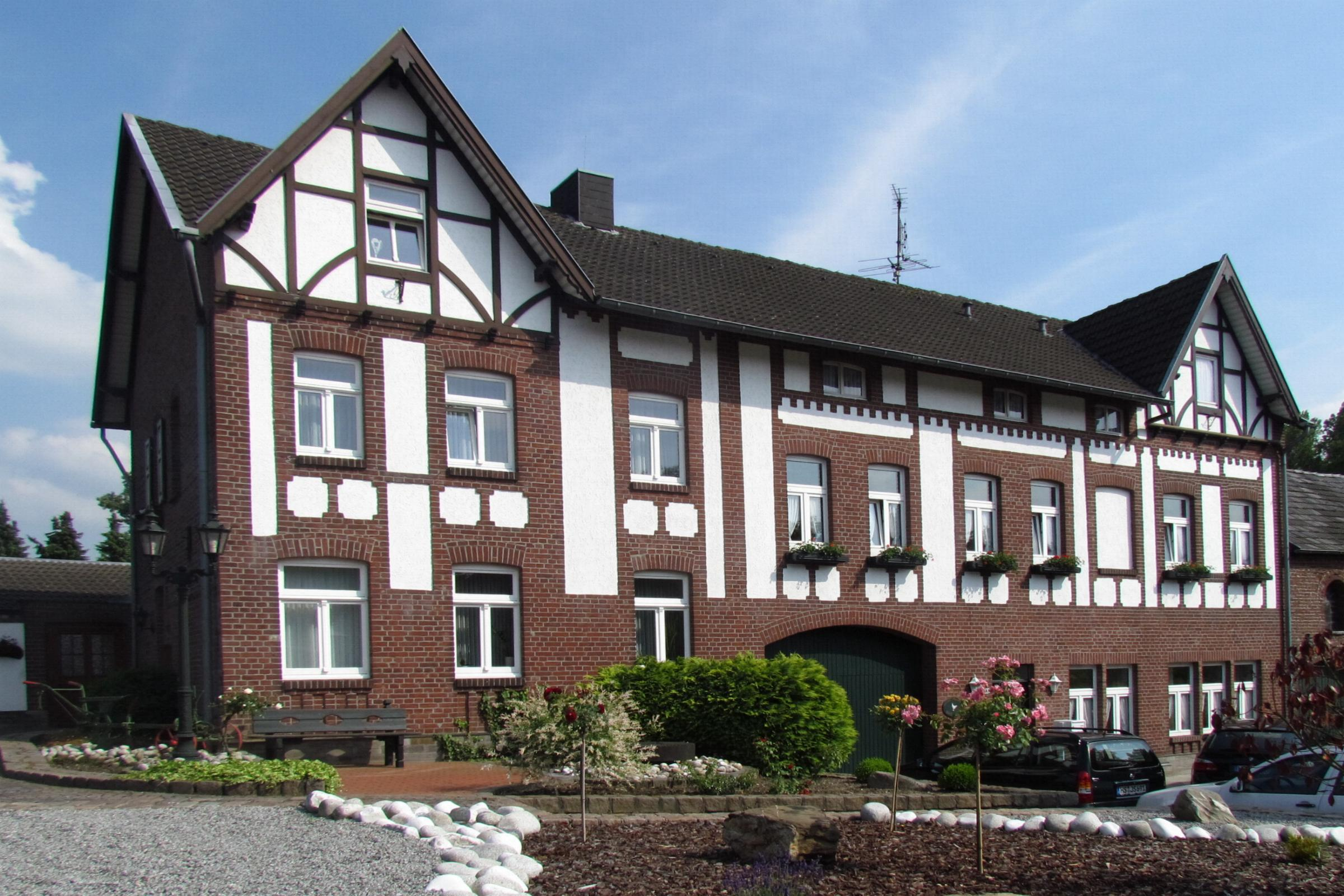
Vollmühle

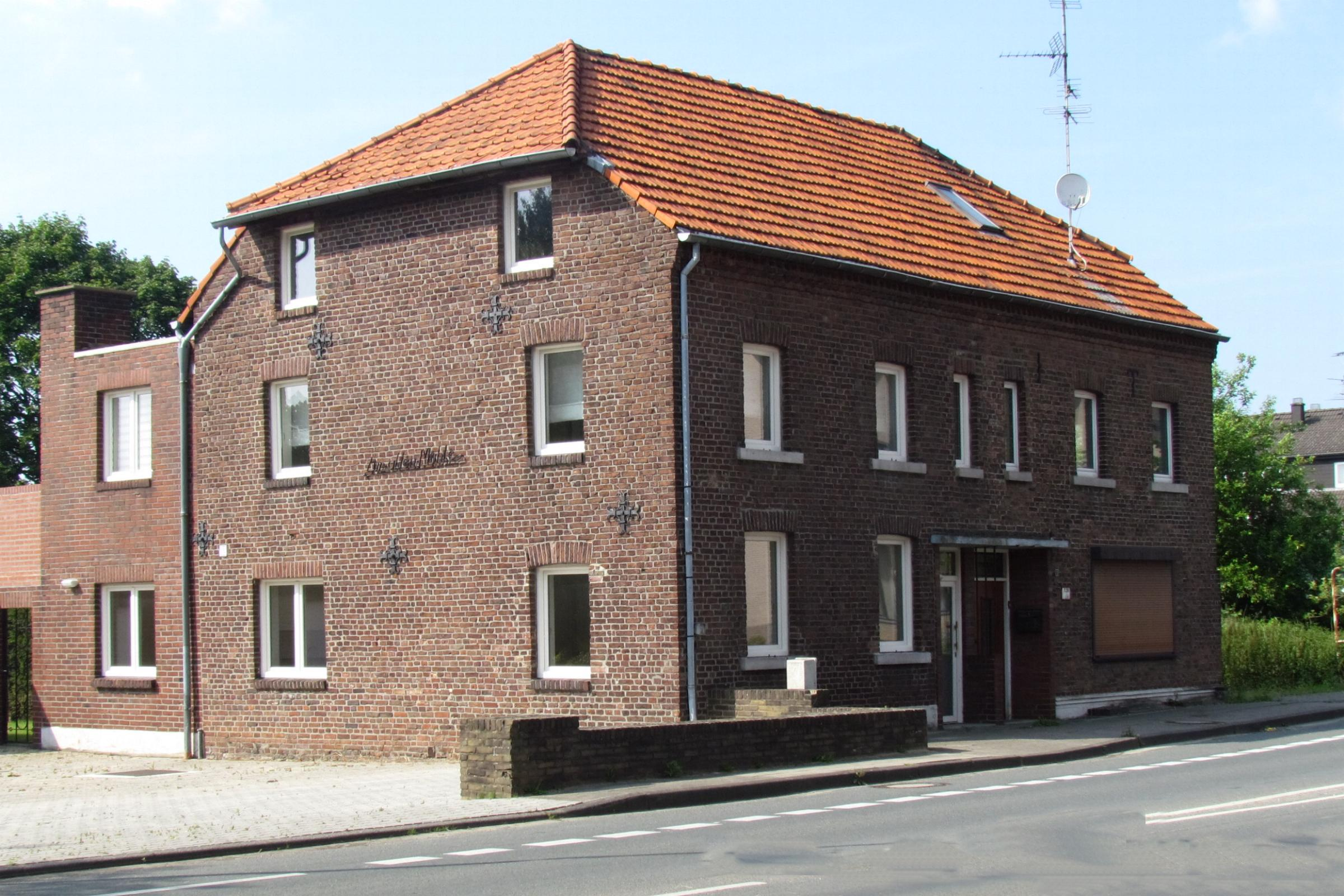
Kornmühle

Tüddern (niederländisch Tudderen, limburgisch Töddere) ist ein Ort in der Gemeinde Selfkant im nordrhein-westfälischen Kreis Heinsberg. Tüddern ist Sitz der Verwaltung der Gemeinde Selfkant.

## Geographie

### Lage
Tüddern liegt am Rodebach im südwestlichen Gebiet der Gemeinde Selfkant an der Landesstraße 228 und der Kreisstraße 1. Die Ortschaft an der deutsch-niederländischen Grenze ist benachbart zur niederländischen Stadt Sittard.

### Gewässer
Tüddern gehört zum Einzugsgebiet des in die Maas mündenden Rodebachs (GEWKZ 281822).

### Nachbarorte
| Millen         | Havert                                      | Höngen     |
| Overhoven (NL) | Kompassrose, die auf Nachbargemeinden zeigt | Hastenrath |
| Sittard (NL)   | Lahrhof (NL)                                | Wehr       |

### Siedlungsform
Tüddern ist ein mehrzeiliges, locker bebautes Straßendorf.

## Geschichte

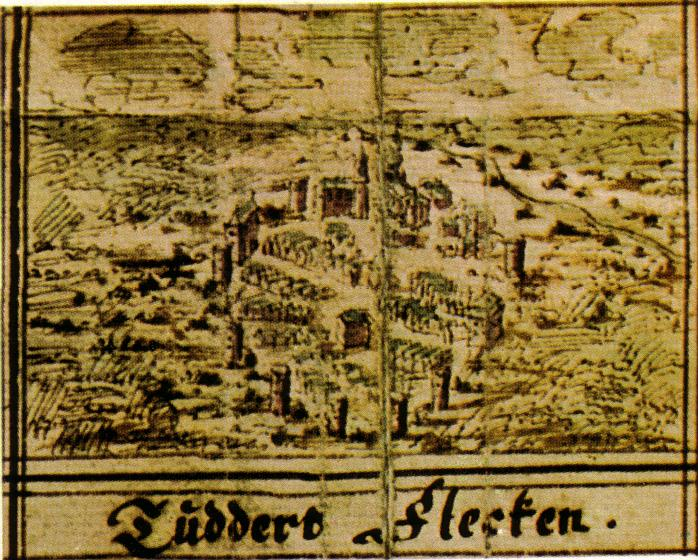
Ansicht um 1720 im Codex Welser

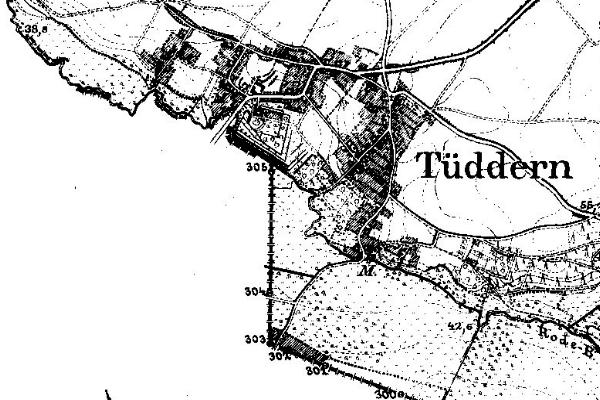
Tüddern auf der Neuaufnahme von 1912

### Ortsname
- 150 Theudurum
- 1144 Tudere
- 1172 (de) Thudern
- 1343 Tuderen
- 1542 Tuddern
- 1533 Tudderen
- 1846 Tüddern

Der Ortsname lässt sich von dem keltischen Wort mit latinisierter Endung *Teuto-durum, das „Volksburg“ oder eher „Nordstadt“, „Stadt des Norden“ bedeutet, ableiten. Das Wort teuto > touto bedeutete „Volk, Volksstamm“ (indogermanisch *teutā. Siehe auch deutsch) hatte aber vermutlich ein Homophon auf keltisch touta- > tuta- „link“, „nördlich“.
Das wohlbekannte Wort duron hieß zuerst „Türen“, dann „[durch eine Mauer umgebene] Stadt“ und eventuell auch Forum, nach dem römischen Muster (Zum Vergleich Forum Julii > Fréjus, Provence mit Augustodurum > Bayeux, Normandie). Duron ist im Wiener Glossar „De nominibus gallicis“ als doro „ostium“ erwähnt. Auf bretonisch und walisisch bedeutet dor noch „Tür“.

### Ortsgeschichte
Im Jahre 150 n. Chr. erwähnte der römische Geograph Ptolemäus erstmals einen Ort namens „Theudurum“ (später: „Teuderion“) an der Straße von Coriovallum (Heerlen) nach Colonia Ulpia Traiana (Xanten). Diese Siedlung lag nordwestlich des mittelalterlichen Ortes an der Straße nach Millen, sie war bis mindestens in die Mitte des 4. Jahrhunderts bewohnt. Nordwestlich und südöstlich des heutigen Ortes wurden wenige Reste von zwei frühmittelalterlichen Gräberfeldern entdeckt. In den mittelalterlichen Schriftquellen wird der Ort wohl 1144 erstmals erwähnt.
Im Mittelalter gehörte Tüddern zur Herrschaft Millen, später zur Herrschaft Heinsberg. Diese fiel 1484 dem Herzogtum Jülich-Berg zu; 1499 gehörte Tüddern zum jülischen Amt Born, 1709 lag Tüddern im jülichen Amt Sittard.
1815 kam Tüddern zu Preußen. Westlich und südlich der Ortschaft wurde die Grenze zu den Niederlanden gezogen.
Tüddern gehörte unter dem Namen Tudderen vom 23. April 1949 bis zum 1. August 1963 zu den Niederlanden. 1963 kam der Ort wieder zu Deutschland (siehe Geschichte des Selfkants und Niederländische Annexionspläne nach dem Zweiten Weltkrieg).
Mit dem Gesetz zur Neugliederung von Gemeinden des Selfkantkreises Geilenkirchen-Heinsberg vom 24. Juni 1969 wurden mit Wirkung zum 1. Juli 1969 die Gemeinden Havert, Hillensberg, Höngen, Millen, Süsterseel, Tüddern, Wehr (Amt Selfkant) und die Gemeinde Saeffelen (Amt Waldfeucht) zur neuen amtsfreien Gemeinde Selfkant.

### Kirchengeschichte

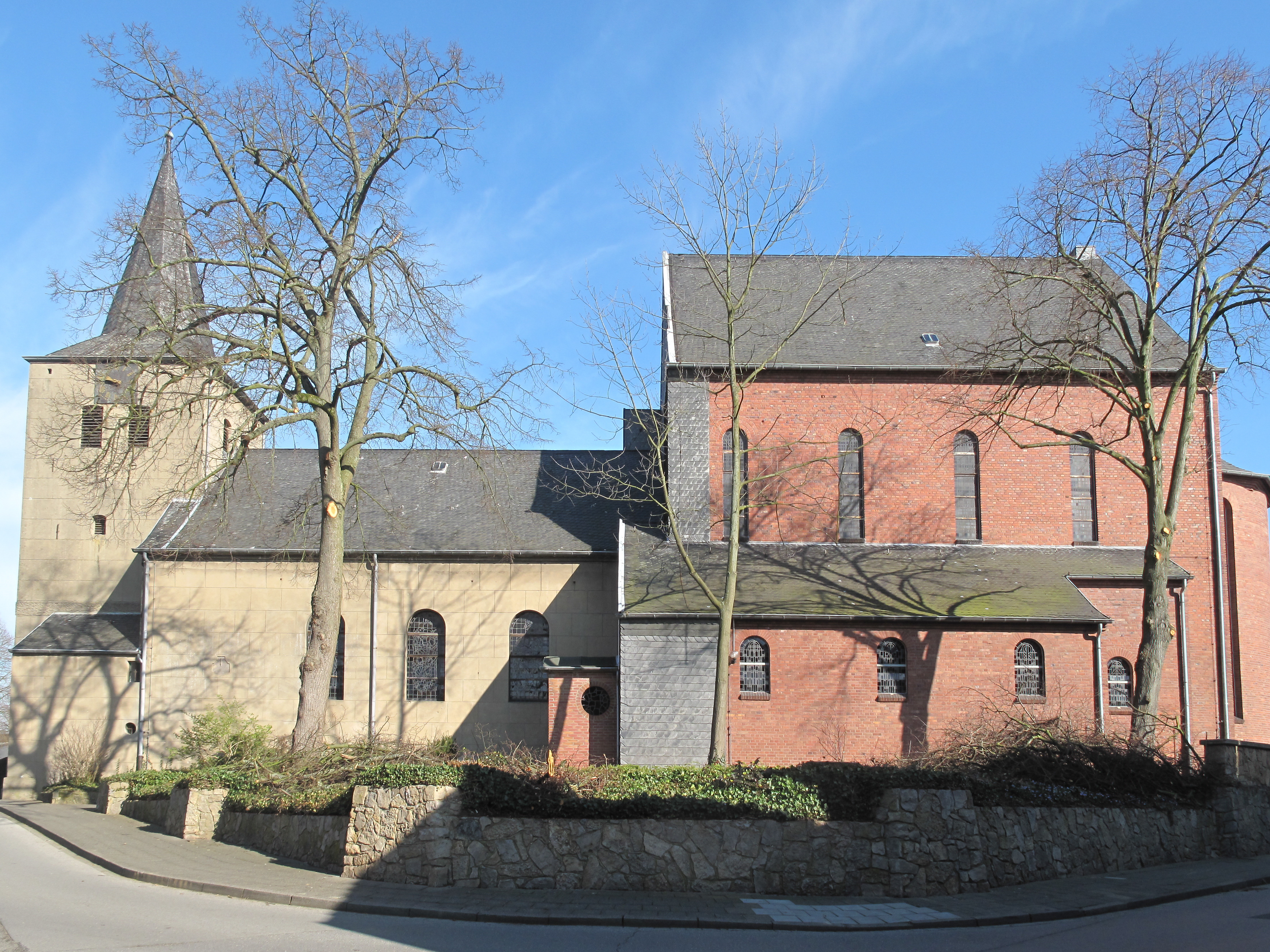
Kirche

Die römisch-katholische Pfarre St. Gertrud Tüddern wurde 1804 im Kanton Sittard, 1827 im Dekanat Heinsberg und 1925 im Dekanat Gangelt erwähnt. Ab diesem Zeitpunkt war sie selbstständige Pfarre. Im Zuge der Pfarrgemeindereformen im Bistum Aachen wurde die ehemals eigenständige katholische Pfarrgemeinde St. Gertrud Tüddern in die Gemeinschaft der Gemeinden (GdG) St. Servatius Selfkant eingegliedert.

## Politik
Gemäß § 3 (1) der Hauptsatzung der Gemeinde Selfkant ist das Gemeindegebiet in Ortschaften eingeteilt. Tüddern ist eine Ortschaft und wird nach § 3 (2) von einem Ortsvorsteher in der Gemeindevertretung vertreten. Ortsvorsteher der Ortschaft Tüddern ist Heinz-Hubert Ruers. (Stand 2013)

## Infrastruktur
Tüddern war bis April 1949 Endstation des nördlichen Streckenastes der Geilenkirchener Kreisbahnen, einer meterspurigen Kleinbahn.
- Ein Spielplatz und der katholische Kindergarten stehen zur Verfügung.
- Ein Nahversorgungszentrum mit vielen Supermärkten.
- Der Ort hat Anschluss an das Radverkehrsnetz NRW.

## Sehenswürdigkeiten

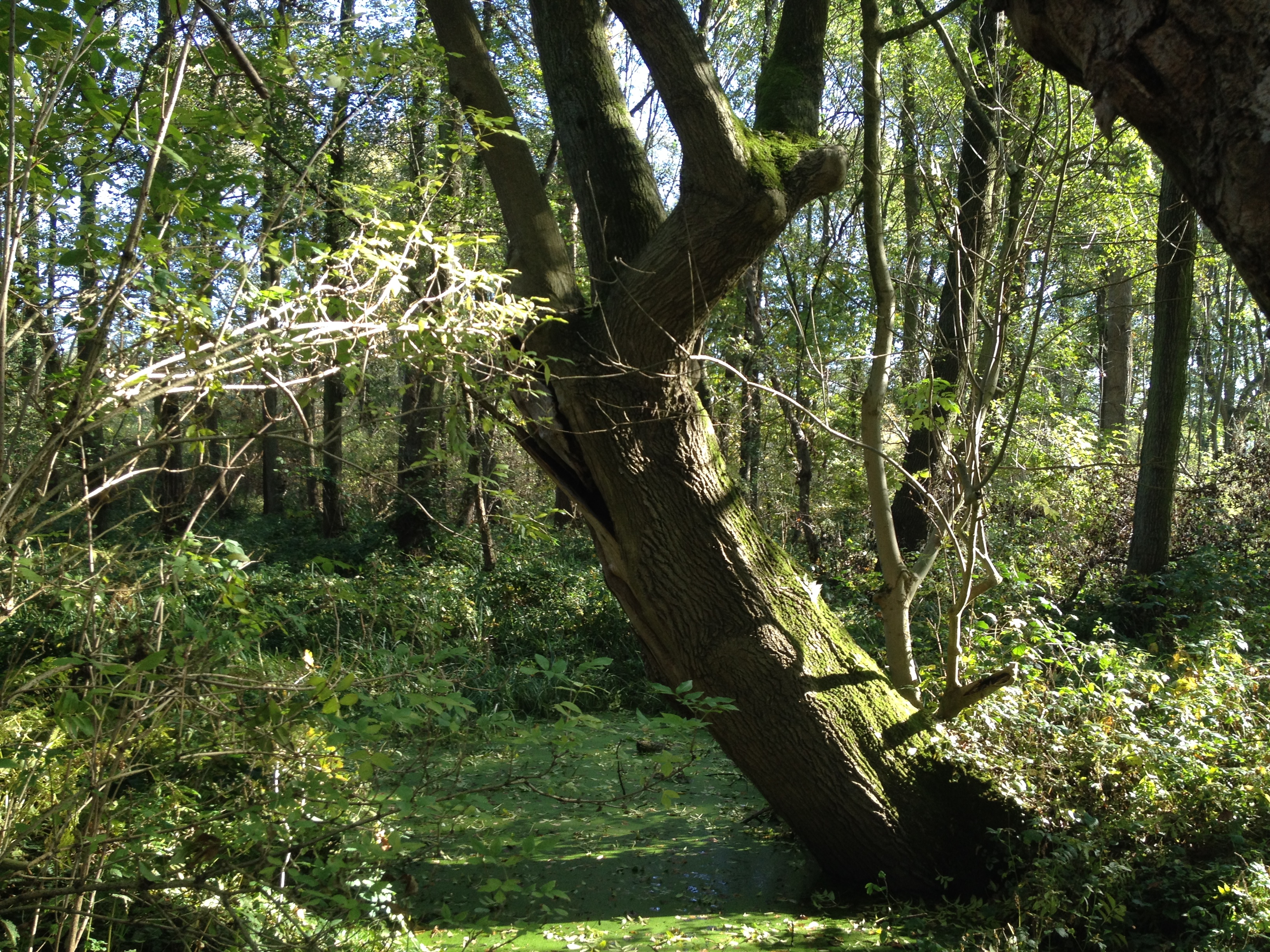
Blick ins Tüdderner Venn (2016)

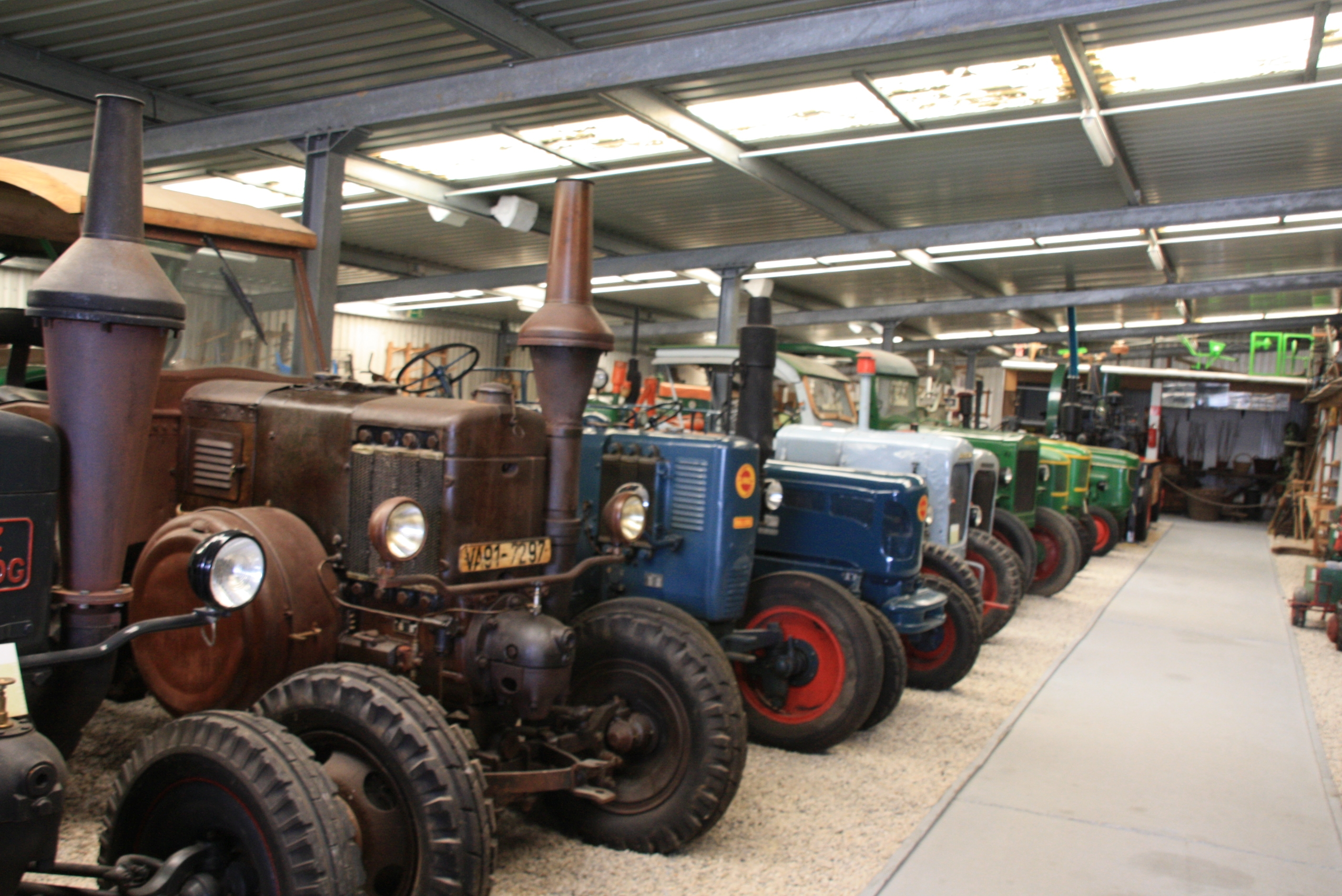
Das Bauernmuseum

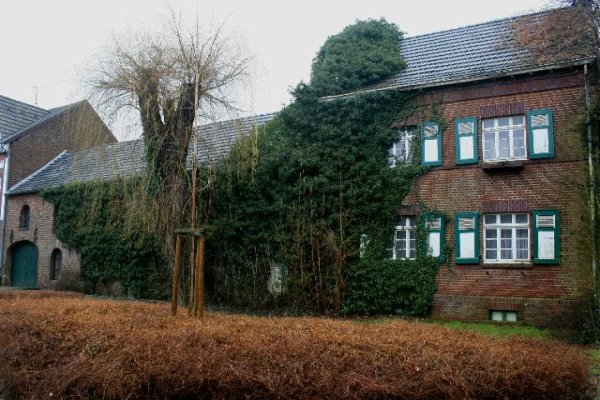
Brandsmühle Oligstraße (Denkmal)

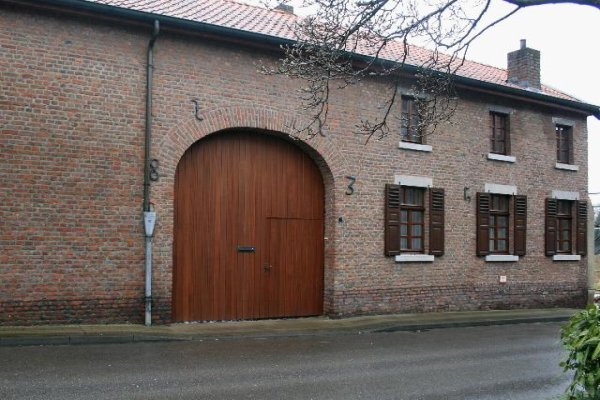
Hofanlage Gertrudisstraße 7 (Denkmal)

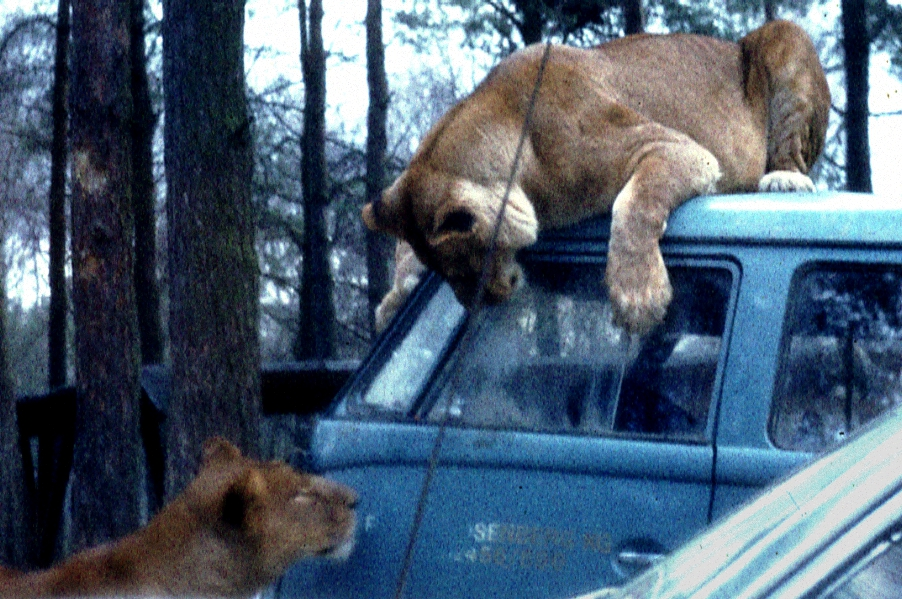
Löwen im Safari-Park, 1970

- Katholische Pfarrkirche St. Gertrud Tüddern
- Bauernmuseum in Tüddern
- Tüdderner Venn

## Vereine
- Freiwillige Feuerwehr Selfkant, Löscheinheit Millen-Tüddern
- St. Sebastianus Schützenbruderschaft Tüddern
- Karnevals Gesellschaft K.G. de Witsemänn Tüddern
- VfR 1912 Tüddern e. V.
- Angel Sport Verein ASV Tüddern
- Sportgemeinschaft Tüddern
- Tanz Sport Verein TSV Rot-Weiß Tüddern
- Tisch Tennis Club TTC Tüddern
- Instrumentalverein Tüddern
- Kirchenchor St. Caecilia Tüddern
- Sozialverband VdK Deutschland – Ortsverband Selfkant betreut
- IG Brauchtumspflege Selfkant e. V.

## Ehemalige Löwensafari
1968 eröffnete der „Löwensafari und Freizeit-Park Tüddern“. Ursprünglich auf 70 ha angelegt, wurden nur 35 ha ausgebaut. 1990 wurde der Park wegen wirtschaftlichen Misserfolgs geschlossen. Das Gelände liegt seit der Zeit brach.

## Persönlichkeiten aus Tüddern
- Funny van Dannen (* 1958), Liedermacher, Dichter, Schriftsteller & Maler

## Verkehr

### Autobahnanbindung
| BAB  | Streckenabschnitt        | Anschlussstelle | Entfernung |
| ---- | ------------------------ | --------------- | ---------- |
| A 46 | Heinsberg – Düsseldorf   | AS Heinsberg    | 15 km      |
| A 44 | Aachen – Mönchengladbach | AS Aldenhoven   | 30 km      |
| A 4  | Aachen – Köln            | AS Weisweiler   | 40 km      |

### Bahnanbindung
Ab Bahnhof Geilenkirchen (ca. 15 km Entfernung)
| Linie | Linienbezeichnung | Linienverlauf                              |
| ----- | ----------------- | ------------------------------------------ |
| RE 4  | Wupper-Express    | Aachen–Mönchengladbach–Düsseldorf–Dortmund |
| RB 33 | Rhein-Niers-Bahn  | Aachen–Mönchengladbach–Duisburg–Essen      |

### Busanbindung
Die AVV-Linien 435, 436, 439, 475 und SB3 der WestVerkehr verbinden Tüddern mit Höngen, Geilenkirchen, Heinsberg und Sittard.
Zudem verkehrt der Multi-Bus seit dem 9. Juni 2024 kreisweit erweitert und zu einheitlichen Bedienzeiten. Mehr Informationen gibt es bei WestVerkehr.
| Linie | Verlauf |
| ----- | --- |
| 435   | Geilenkirchen Bf – Bauchem – Gillrath – Stahe – Birgden – Kreuzrath – Gangelt – Süsterseel – Hillensberg – Wehr – Tüddern – Höngen |
| 436   | Heinsberg Busbf – Selsten – (Hontem – (Waldfeucht –) Bocket –) Abzw. Nachbarheid – Breberen – Saeffelen – Heilder – Höngen (→ Stein → Havert → Schalbruch → Isenbruch → Millen → Tüddern)                                                                                                   |
| 439   | Millen – Tüddern – (Höngen –) Wehr – Hillensberg – Süsterseel (← Gangelt) |
| 475   | (Oberbruch – Unterbruch) / Heinsberg Agentur für Arbeit – Heinsberg Busbf – Lieck –Kirchhoven – Vinn – Haaren – Obspringen – Brüggelchen – Waldfeucht – Bocket – Abzw. Nachbarheid – Breberen – Saeffelen – Heilder – Höngen – (Stein – Havert – Schalbruch – Isenbruch – Millen –) Tüddern |
| SB3   | Schnellbus: Geilenkirchen Bf – Bauchem – Gillrath – Stahe – Gangelt – Süsterseel – Höngen – Tüddern – Sittard Stadhuis – Sittard Bf |